# Ossenstal van kasteel Groeneveld
De Ossenstal of Jagershuis is een rijksmonument op het landgoed van Kasteel Groeneveld in Baarn.
De T-huisboerderij staat aan de zuidoostzijde van het kasteel. De ossenstal ligt evenwijdig aan de weg onder een rieten wolfsdak. Het voorhuis werd gebouwd in 1703, het achterhuis werd gebouwd tussen 1730 en 1763. In 1977 vond een restauratie plaats waarbij aan de hand van de binnenluiken de roedenverdeling werd teruggebracht. Binnen is nog de originele indeling van het voorhuis met opkamer, bedstede met bijbehorende kasten.

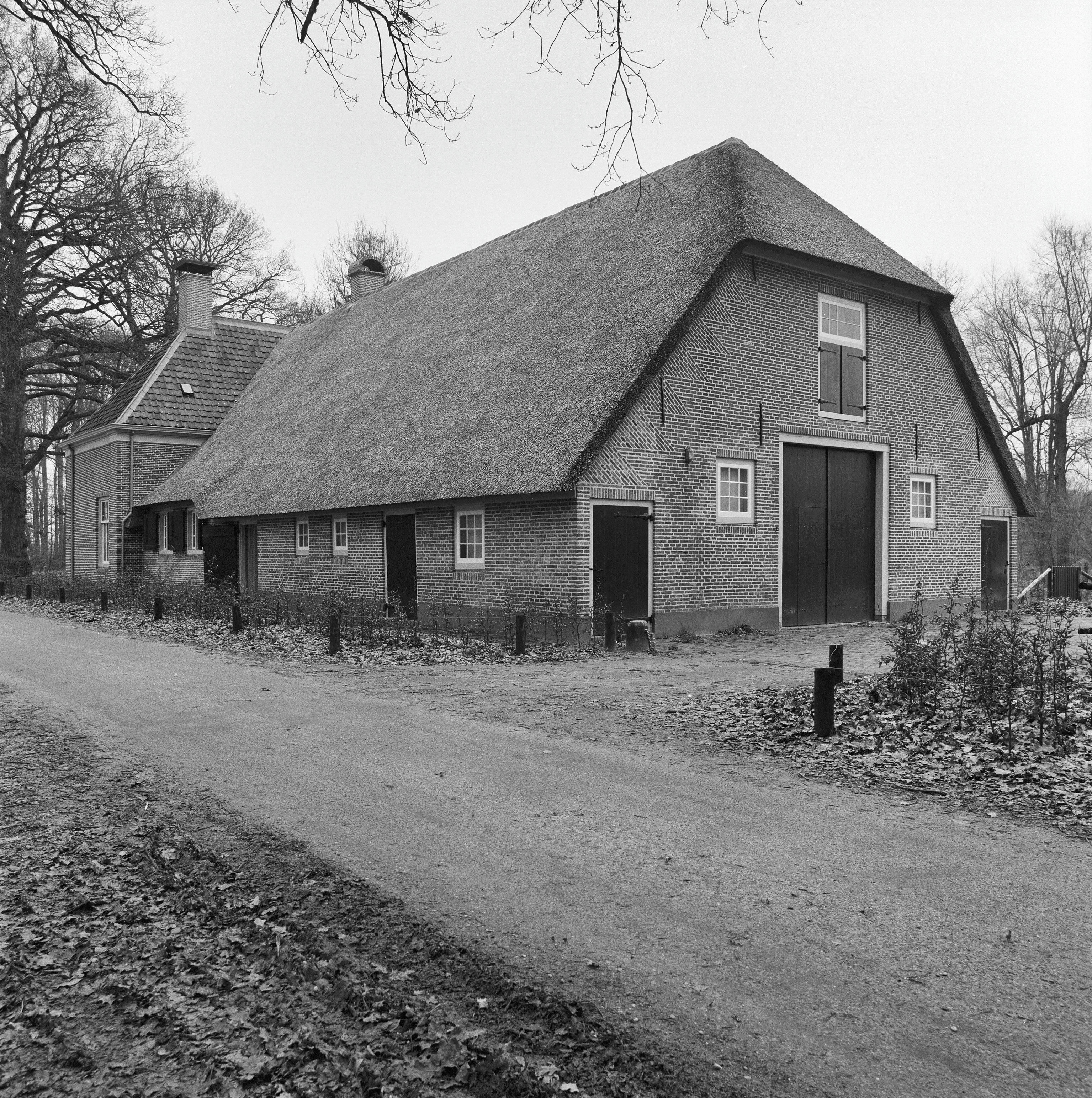
achter zijgevel
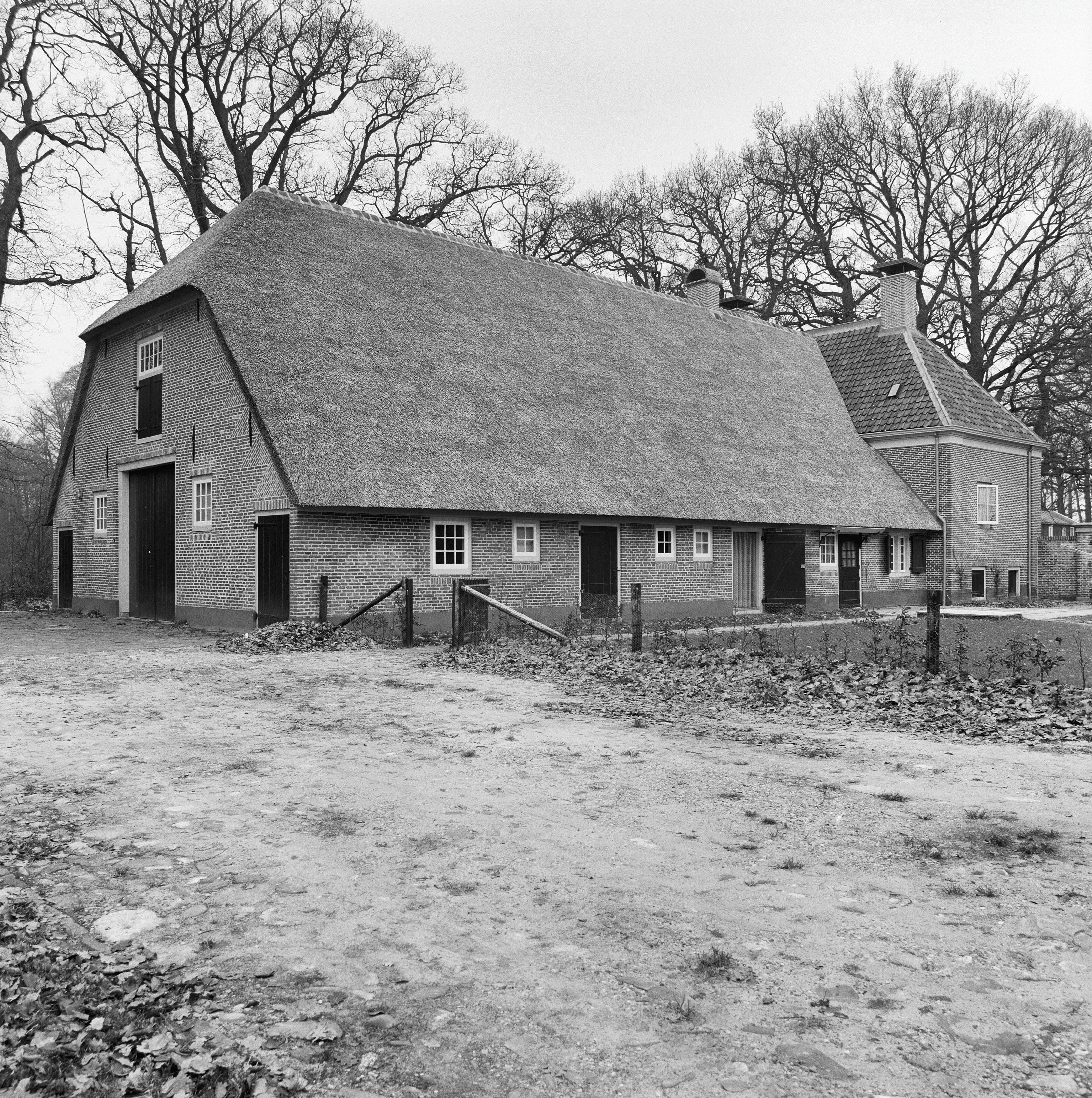
linker zijgevel
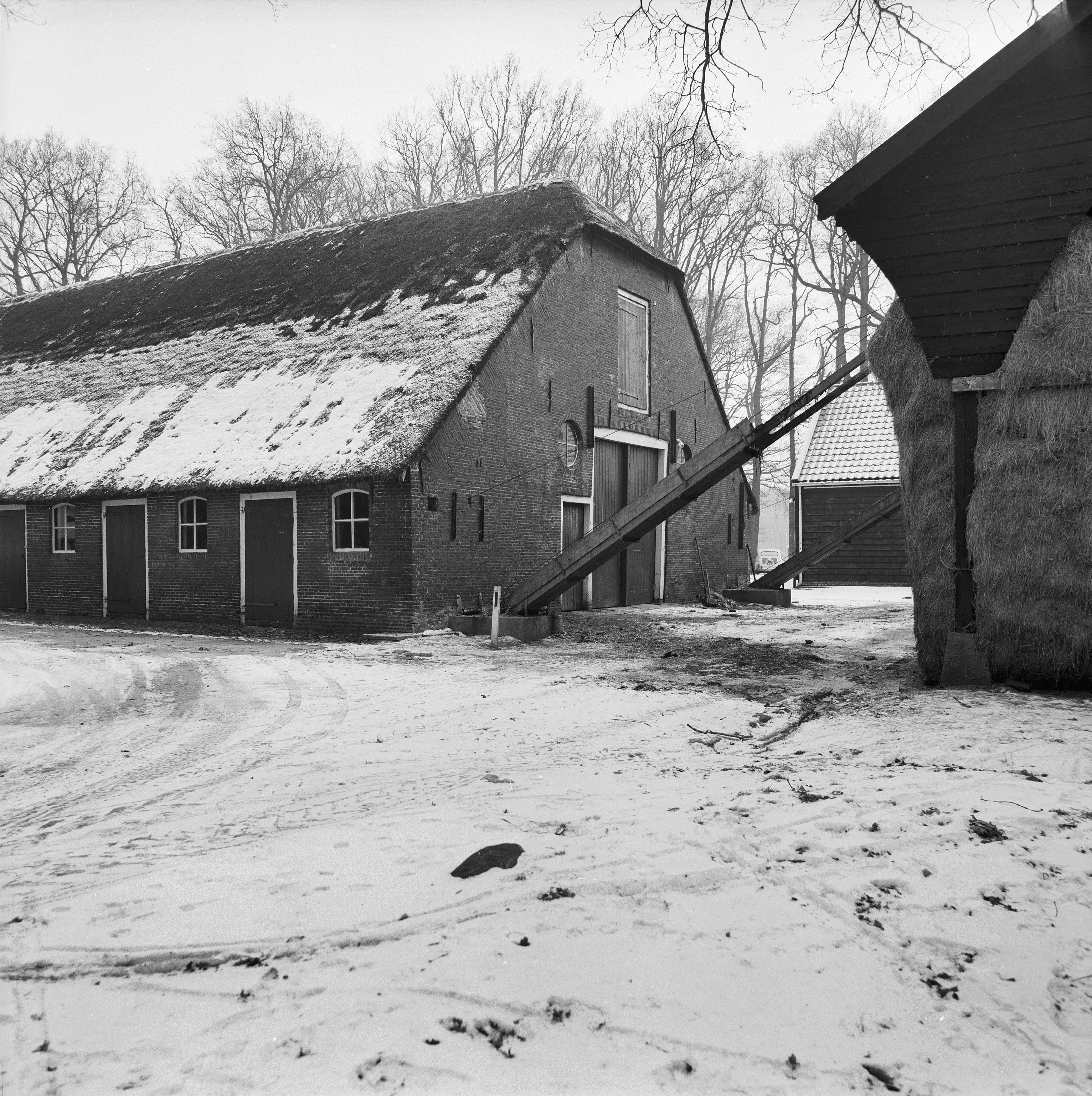
achterzijde

## Trivia
- Voor de tv serie, Bassie & Adriaan en de Diamant werd er opnames gemaakt bij de Ossenstal aan de achter zijgevel voor de droomscène, Bassie & Adriaan als musketiers, en de scène als Bassie & Adriaan de boodschap gaan overhandigen aan de koning.[1]